# Zarya Rupes
La Zarya Rupes è una struttura geologica della superficie di Mercurio.